# Sport national
Un sport national, ou sport populaire, est une discipline sportive considérée comme faisant partie intégrante de la culture d'une nation, soit par plébiscite populaire (comme le football au Brésil), soit par édit étatique (comme le hockey sur glace et la crosse au Canada). Ce sport n’est pas obligatoirement originaire du pays en question. Un tel label connait évidemment des variations dans le temps.
Ainsi, en France, le sport national est le jeu de paume du Moyen Âge jusqu'à la Révolution. Le sport hippique puis le cyclisme s'imposent au XIXe siècle, mais le football devient sport national dès le premier quart du XXe siècle.
Le sport national d’un pays, lorsqu’il n’est pas proclamé officiellement, est une notion assez ambiguë et difficile à définir lorsque plusieurs sports sont couramment pratiqués. En règle générale il réunit plusieurs critères qui permettent d’observer son impact sur le pays : il s’agit d’un sport historiquement implanté depuis plusieurs décennies, des références culturelles y sont associées, pratiqué par la jeunesse comme loisir et/ou dans le milieu scolaire comme étant une activité éducative, pour les sports collectifs les équipes nationales sont classées parmi les meilleures du monde, pour les sports individuels un grand nombre d’athlètes (par rapport à la population) permet d’atteindre les meilleures places lors des championnats du monde ou des Jeux olympiques... Ces divers critères permettent de comparer les sports et de définir lequel est le sport national, lesquels sont des sports importants ou d’autres qui restent secondaires ou épisodiques.
Il faut également distinguer le sport national avec le sport le plus populaire. Malgré tout dans de nombreux pays (notamment occidentaux où les sports ont été codifiés en Europe ou ont des racines européennes), ils se confondent.

## Sport national ayant un statut légal
Une quinzaine de pays ont une loi ou un décret qui attribue à un sport précis le statut officiel de sport national. Pour tous les autres pays la définition reste floue.
| Pays        | Sport                            | Année de la loi |
| ----------- | -------------------------------- | --------------- |
| Argentine   | Pato                             | 1953            |
| Bahamas     | Cricket                          | 1993            |
| Bangladesh  | Kabaddi                          | 1972            |
| Brésil      | Capoeira                         | 1972            |
| Canada      | Lacrosse, hockey sur glace       | 1994            |
| Chili       | Rodéo chilien                    | 1962            |
| Colombie    | Tejo                             | 2000            |
| Iran        | Varzesh-e Pahlavani, lutte, polo | 1976            |
| Mexique     | Charrería                        | 1933            |
| Philippines | Arnis                            | 2009            |
| Porto Rico  | Paso fino                        | 1966            |
| Sri Lanka   | Volleyball                       | 1991            |
| Népal       | Dandi Biyo                       | 1973            |
| Uruguay     | Destrezas criollas               | 2006            |

## Autres pays
Pour d'autres pays, la qualité de sport national n'est pas reconnue par une loi, mais fait partie d'une évidence culturelle constamment rappelée par de nombreuses publications, par la prééminence de ce sport dans la pratique courante et dans l'éducation sportive de la jeunesse, dans les retransmissions télévisées, dans l'aura particulière de ses champions et dans son rayonnement international.
| Pays      | Sport           | Commentaire et sources |
| --------- | --------------- | --- |
| Thaïlande | Muay thaï       | Ce type de boxe, aux origines anciennes, éclipse majoritairement la boxe anglaise.                                                                                          |
| Japon     | Sumo            | Depuis quelques années, les champions de Sumo ne sont plus exclusivement japonais.                                                                                          |
| Chine     | Tennis de table | Le tennis de table est considéré comme le sport national en Chine. Depuis que ce sport est devenu olympique aux JO de Séoul 1988, les athlètes chinois ont dominé ce sport. |